# Best Boxer ESPY Award
Best Boxer ESPY Award ist Teil der Preisverleihung der ESPY Awards des US-amerikanischen Sportsenders ESPN, die seit 1993 jährlich stattfindet und auf globaler Ebene den herausragendsten Profi- oder Amateurboxer Boxer des Jahres auszeichnet. Bisher wurde jedoch noch kein Amateurboxer ausgezeichnet. Von 2007 bis 2018 wurde diese Auszeichnung in Best Fighter ESPY Award subsumiert, da in diesem Zeitraum auch MMA-Kämpfer gekürt werden konnten. Seit 2019 werden ausschließlich wieder Boxer ausgezeichnet, da im selben Jahr auch eine separate ESPY-Auszeichnung für MMA-Kämpfer geschaffen wurde. 
Die folgende Tabelle listet alle Boxer auf, die diesen Sport-Oscar erhielten:
| Herausragendster Boxer des Jahres | Herausragendster Boxer des Jahres             | Herausragendster Boxer des Jahres             | Herausragendster Boxer des Jahres             |                                               |
| Jahr                              | Boxer                                         | Nationalität der Boxer                        | Gewichtsklassen der Boxer                     |                                               |
| --------------------------------- | --------------------------------------------- | --------------------------------------------- | --------------------------------------------- | --------------------------------------------- |
| 1993                              | Riddick Bowe                                  | US-Amerikanisch                               | Schwergewicht                                 |                                               |
| 1994                              | Evander Holyfield                             | US-Amerikanisch                               | Schwergewicht                                 |                                               |
| 1995                              | George Foreman                                | US-Amerikanisch                               | Schwergewicht                                 |                                               |
| 1996                              | Roy Jones Jr.                                 | US-Amerikanisch                               | Supermittelgewicht                            |                                               |
| 1997                              | Evander Holyfield (2)                         | US-Amerikanisch                               | Schwergewicht                                 |                                               |
| 1998                              | Evander Holyfield (3)                         | US-Amerikanisch                               | Schwergewicht                                 |                                               |
| 1999                              | Óscar de la Hoya                              | Mexikanisch                                   | Weltergewicht                                 |                                               |
| 2000                              | Roy Jones Jr. (2)                             | US-Amerikanisch                               | Halbschwergewicht                             |                                               |
| 2001                              | Félix Trinidad                                | Puerto-ricanisch                              | Halbmittelgewicht                             |                                               |
| 2002                              | Lennox Lewis                                  | Britisch                                      | Schwergewicht                                 |                                               |
| 2003                              | Roy Jones Jr. (3)                             | US-Amerikanisch                               | Halbschwergewicht / Schwergewicht             |                                               |
| 2004                              | Antonio Tarver                                | US-Amerikanisch                               | Halbschwergewicht                             |                                               |
| 2005                              | Bernard Hopkins                               | US-Amerikanisch                               | Mittelgewicht                                 |                                               |
| 2006                              | Óscar de la Hoya (2)                          | Mexikanisch                                   | Halbmittelgewicht                             |                                               |
| 2019                              | Saúl Álvarez                                  | Mexikanisch                                   | Mittelgewicht                                 |                                               |
| 2020                              | Aufgrund der COVID-19-Pandemie nicht vergeben | Aufgrund der COVID-19-Pandemie nicht vergeben | Aufgrund der COVID-19-Pandemie nicht vergeben | Aufgrund der COVID-19-Pandemie nicht vergeben |
| 2021                              | Tyson Fury                                    | Britisch                                      | Schwergewicht                                 |                                               |
| 2022                              | Tyson Fury (2)                                | Britisch                                      | Schwergewicht                                 |                                               |
| 2023                              | Claressa Shields                              | US-Amerikanisch                               | Weltergewicht                                 |                                               |
| 2024                              | Terence Crawford                              | US-Amerikanisch                               | Weltergewicht                                 |                                               |